# Bomberman
Bomberman (ボンバーマン Bonbāman?) es una franquicia de videojuegos estratégico-laberínticos originalmente desarrollada por Hudson Soft y actualmente por Konami. El juego original fue desarrollado por Shinichi Nakamoto y fue lanzado en 1983 para PC y posteriormente para Famicom. Desde entonces se han lanzado nuevos juegos.
La serie posee más de 70 juegos para varias plataformas, así como varios animes y mangas, como Bomberman Jetters. Tiene un gran éxito en Japón, aunque este no es tan grande en América. El personaje fue la mascota de Hudson Soft, quien poseía la totalidad de los derechos de autor de Bomberman, hasta ser absorbida por Konami en 2012, y tras la absorción de Hudson, Konami pasó a tener los derechos de la franquicia. El 13 de enero de 2017, en la presentación de la Nintendo Switch, fue anunciado Super Bomberman R como título de lanzamiento de la consola, dando el regreso a la franquicia tras la disolución de Hudson Soft.

## Características
Generalmente, Bomberman tiene un cuerpo azul, brazos y piernas blancas con un cinturón negro, la cabeza está toda cubierta de color blanco, menos su frente, donde tiene unas largas rayas totalmente negras como ojos, pero no tiene pelo, nariz, ni orejas, sino que tiene una especie de antena en su cabeza con una bola rosada en la punta. Los zapatos son rosados y no tiene boca. Sin embargo, puede hablar y hace señas con la frente y con las manos para entenderse con quienes le hablan.
En algunos videojuegos, aparecen como jugables otros Bomberman de color negro, azul, rojo y verde, pero se pueden ganar otros personajes que no son Bomberman en algunos videojuegos de la serie. Cabe destacar la existencia de los Bomberman como una especie alienígena, habiendo más de un Bomberman y de sexo masculino o femenino.

### Arma
Bomberman se identifica de manera obvia por su nombre, pero, según la historia de Bomberman 64: the second attack! para la consola Nintendo, él no podría usar esas bombas si no fuera por una de las "7 piedras" originantes del universo. La primera que tiene es la piedra de fuego (fire stone en inglés) de su planeta, el planeta bomber, de ahí proviene su energía para crear bombas. Durante este videojuego Bomberman va obteniendo las otras piedras que son del "agua", del "viento", de la "tierra", de la "electricidad", de la "oscuridad" y de la "luz".
Según otra teoría, presentada en el videojuego Bomberman Jetters, los Bomberman son capaces de hacer las bombas gracias a sus Bomb'Stars. Estas son siete, y se almacenan en la hebilla del cinturón de los Bomberman (la cual se puede abrir).
Según Bomberman Jetters, las Bomb'Stars son pequeñas esferas que sirven de catalizador para el verdadero poder de un Bomberman.

## Personajes
En los videojuegos de Bomberman aparecen distintos personajes importantes:
- Bomberman Negro: Amigo de Bomberman, su nombre en japonés es Kurobon. Es casi idéntico a él, pero tiene traje negro, por ello su nombre, pero la bola rosada en la punta de su cabeza, los zapatos del mismo color y la correa siguen fielmente a la idea original de Bomberman. En sus primeras apariciones fue el antagonista en juegos como Bomberman (1990), Bomberman II o Bomberman '93. Posteriormente se vuelve aliado de Bomberman Blanco, actuando como personaje para el segundo jugador en el modo historia de ciertos juegos de la franquicia. Hay otros Bomberman, de color rojo y azul que también ayudan a Bomberman Negro y a Bomberman Blanco, pero son casi indefensos, al ver a Altair y su compañía demoler su planeta en Bomberman 64.

- Miki-chan: Una muchacha muy linda pero algo violenta, está enamorada de Mighty desde la primera vez que se vieron, y desde entonces está dispuesta a ganarse su corazón; ella rehusó a la desaparición de Mighty, y presintió que él estuvo vivo todavía. Luego, se enamora de Birdy en Bomberman Jetters.

- Regulus: aparece en Bomberman 64 - ¡El Segundo Ataque!, y es uno de los últimos enemigos, aunque al final se une a Bomberman, pero desaparece luego de dar parte de sus poderes a este en el acorazado Noa porque el enemigo de Bomberman, Rukifelth, le manda a un agujero negro. Su cuerpo ya no existe, pero su alma vive en una de las 7 piedras, concretamente en la que él tenía antes de dársela a Bomberman, la piedra de la oscuridad, que le da al que la posea la fuerza de originar agujeros negros y succionar a sus enemigos. Este personaje aparece anteriormente en Bomberman 64, es el controlador de uno de los 4 asteroides protectores del castillo de Altair.

- Altair: El villano de Bomberman 64, con una idea de apoderarse de la energía de todos los planetas del universo, incluyendo el Planeta Bomberman y Altair. Antes de su derrota a manos de Bomberman, aparece Regulus y le salva. Aparece usualmente con un traje negro, ojos negros, y tiene una mascota máquina capaz de lanzar rayos láser. Prometió que volvería, pero desde la creación de Bomberman 64, no ha vuelto a resurgir de su derrota.

- Pommy: Otro de los personajes aliados de Bomberman: es el mejor amigo de Bomberman y vive en la Base Bomber. Estos son los denominados Charaboms. Nació en el comienzo del mismo juego que Bulzeeb, Bomberman 64 - ¡El Segundo Ataque!, y es muy miedoso antes de pelear con los jefes, pero si se le alimenta durante el juego, se hace más fuerte. Desde su nacimiento, es una cosa rara que parece tener alas y es saltarín cuyo color es rosado, hasta tener la apariencia de un dragón de color más o menos oscuro y que lanza llamas.

- Liliht: Otra amiga de Bomberman, la cual tiene pelo rojo, una camisa roja que encima tiene un chaleco sin mangas un short gris oscuro, zapatos negros y una especie de correa donde guarda sus armas como sus cuchillos y que salva a Rukifelth y vuelve al Planeta Bomber.

- Sirius: Fue un superviviente de un planeta que fue su hogar, en el que toda su familia y amigos desaparecieron porque absorbieron toda la energía del planeta y la removieron al Altair y sus compañeros. Este personaje ayuda en los distintos niveles del juego, menos en uno de ellos, que lucha contigo para probar tus habilidades y saber si estás listo para atacar a los demás asteroides, sus jefes, y Altair. En Nintendo 64, sin embargo, al juntar las 120 tarjetas doradas ocultas a lo largo del juego, se descubre que Sirius tuvo otras intenciones a causa de que al derrotar a Altair, Sirius irrumpe en el campo para llevarse el Omicubo, y así poder desintegrar a Altair, huyendo a su propia base (Palacio Arcoiris), donde intenta tener toda la energía de la existencia, Bomberman se lanza a derrotarlo con ayuda de Regulus.

- Orion: Este tipo quiere dominar el universo junto a Altair. Se encuentra en el segundo nivel del asteroide de fuego, protector del asteroide de Altair. Es fácil de derrotar en el segundo nivel de esta escena, pero en el cuarto y último nivel antes de terminar con esta escena, vuelve transformado en una máquina. Su apariencia es de un hombre cubierto con una especie de traje verde con una pequeña pelota anaranjada en la cabeza, cuernos y rayas en el traje y cabeza. En el final cómico y no editado de Bomberman 64, cae de cabeza desde el cielo en la segunda escena.

- Artemis: Otro personaje que quiere conquistar el mundo junto al grupo de villanos. Está en el segundo nivel de un asteroide, con apariencia francesa, pero al llegar a su escena es horrible, una especie de torre encima del agua, vieja y oxidada. Aparece usualmente con un traje y con una gorra roja, tiene los ojos enormes y totalmente blancos, y su pelo es amarillo. En el final cómico de Bomberman 64, Artemis, al enfrentarse con Bomberman, se cae al bajar y se golpea entre sus piernas al caer con las piernas a los lados, empieza a llorar definitivamente y Bomberman se va alejando por el puente de donde llegó, aunque estuvo roto: en esta versión, Artemis no le alcanzó para romper el puente y por él mismo huye Bomberman.

- Mujoe y Buggler: Son otros de los enemigos de Bomberman, que aparecen en diferentes juegos de la serie Bomberman, aunque sobre todo Buggler. Este aparece en la mayoría de los juegos de la serie Bomberman. Mujoe es aparentemente compañero de Bomberman Jetters, y comanda a los Bandidos Hige Hige.

- Mighty: Diferente a Bomberman en el traje pero posee mucho en común con él. Supuestamente, pierde en una misión del juego Bomberman Jetters para GBA. Tiene una capa roja y un visor de color plateado en su ojo derecho. Puede ser seleccionado en Bomberman Jetters en el Modo Versus.

- Doctor Ein: Un buen científico que ayuda a Bomberman en algunos juegos de la serie. Principalmente, aparece en la generación GameCube. En Bomberman Jetters, describe a los enemigos de Bomberman y su idea de la destrucción, además de la líder de los varios Bomberman: "He", aunque hay ciertas ocasiones en el juego en el que se le dice "She".

- Doctor Mechadoc: Parte de los Bandidos Hige Hige, es un científico malvado que aparece por primera vez en Saturn Bomberman, donde aparece como aliado de Mujoe y él prefiere, en vez de luchar con Bomberman, crear máquinas que usan los Bandidos Hige Hige y Mujoe para vencer a Bomberman.

- Cinco Viles Bombers: Grupo de Bombermans que enfrentan a Bomberman en algunos juegos de la serie, y son: Magnetic Bomber, Golem Bomber, Pretty Bomber, Brain Bomber y Plasma Bomber, todos estos personajes son rivales de Bomberman, se relacionan mucho con sus características como en sus movimientos, su inteligencia, su fuerza y con el tipo de bombas que usan. Su líder es el Plasma Bomber, y presuntamente, el creador de estos personajes es Buggler.

- Crush Bombers: Son un grupo de Bombermans enemigos contratados por Mujoe para luchar con Bomberman en Bomberman Generation. Sus miembros son: Megaton Bomber, Beauty Bomber, Eagle Bomber, Assault Bomber y Bomber Elite.

También existe una especie de mezcla entre canguro y conejo, llamados louies, siendo de diferentes colores. Ayudan a Bomberman aunque también hay otros personajes en los juegos de Bomberman que pueden usarlo, ellos aparecen en Bomberman Hero, Bomberman Fantasy Race, y otros juegos de la serie.
- Max: Aliado de Bomberman y le ayuda en algunos momentos. Sin embargo, en la serie del anime Bomberman Jetters, es su principal enemigo. Aparece usualmente con un traje de androide negro, parecido al de Ultraman.

- Nitros: Personaje lavado del cerebro, que es enemigo de Bomberman. Su mayor aparición es en Bomberman Hero. Se hace cada vez más fuerte en cada nivel que pasa Bomberman. Tiene campos de energía, Bombas Cereza como en Bomberman 64, hace en el piso una X de hielo para evitar que Bomberman huya en cualquiera de las esquinas que éste luche. Nitros revivie a Buggler y es capaz de volar por su traje de halcón azul.

- Rukifelth: enemigo anterior de Bomberman: está poseído por el demonio, Shtertoth. Su hermana Amy, también poseída por la contraparte Shtertoth, la diosa creadora del universo. En el final malo, Shtertoth se queda con las 8 piedras, el alma de Amy, Rukifelth, y la diosa. Bomberman vence a Shtertoth pero no puede ser derrotado y Lilith dice a Bomberman y a Pommy que escapen, pero ella se queda para intentar detener a Shtertoth, luego este alcanza a ambos en el espacio y cuando están pronto a ser derrotados, el poder de la diosa Mihaele y el del demonio chocan disipándo en una gran explosión. Aunque la nave Noah quedó intacta, los cuerpos de Lilith y Shtertoth no aparecen, el juego finaliza mostrando la nave de Bomberman y Pommy volando en el espacio con la esperanza de reencontrar a Lilith y se dirigen al próximo planeta para encontrar su destino (que ocurre en la batalla entre Bomberman y Bulzeeb en el planeta Thantos). El presunto objetivo de Shtertoth fue crear un universo nuevo y maligno, donde el mal triunfa sobre el bien. En el final bueno, Shtertoth y la diosa se hacen uno transformándose en un Ángel poderoso, pero a pesar de ser los más fuertes del universo, Bomberman se las arregla para derrotarles y les vence, ella deja su idea de un nuevo universo y lo deja tal como esta, y devuelve el alma a Amy y Rukifelth. Este personaje encontró la piedra maldita, la octava piedra, poseída por el demonio, y al tocarla sus almas se intercambian, el demonio sale de la piedra, y Rukifelth queda aprisionado en ella.

- Bombers diabólicos: son un grupo de bombermans que fueron liberados por terrorin el grupo, que está formado por: Bomber Woof, Dave Bomber, Gary Bomber, Pirate Bomber, Subordinate Bomber, Muscle Bomber, Iron Mask bomber, Baron Bombano y Plunder Bomber en batallas con ellos, los acompaña un warooi de vez en cuando o hay trampas como zonas de caída o brechas. Bomber Subordinario está excluido de la lista de personajes jugables: en el Modo Batalla, él había sido un personaje jugable porque tiene sprites para montar un Louie, un Carro Bomber, sprites de ociosidad y también animaciones cuando gane.

## Power-ups
Bomberman puede encontrar objetos que le pueden ayudar durante los diferentes juegos de la serie, generalmente se encuentran al eliminar a un enemigo o un objeto que puede ser quitado por Bomberman, como cajas, algunos animales y otros; entre ellos están:
- Fire-Up: Un objeto en forma de fuego que aumenta el radio de explosión las bombas. En algunos juegos hay Fire-Ups dorados que aumentan el radio de explosión al máximo posible, aunque también en algunos juegos el Fire-Up dorado es representado con una F.
- Bomb-Up: Un objeto en forma de bomba que le da más bombas a Bomberman. El máximo es de 4 o 9 bombas a la vez en algunos juegos de la serie.
- Patines: Aumenta la velocidad de Bomberman. En algunos juegos de la serie se denominan botas.
- Patada (Kick): Da a Bomberman la capacidad de poder patear las bombas lejos de él. No tiene efecto con Bomb Passer activo.
- Guante de Energía: En los juegos 2d permiten a Bomberman agarrar bombas que están debajo de él mismo, ya sea porque lo puso él u otro jugador. En juegos 3d permite agarrarlos, agigantarlas y hacerlas más poderosas para lanzarlas a sus enemigos y tengan mayor alcance de explosión. Es representado por un guante azul.
- Guante de Boxeo: Permite a Bomberman lanzar las bombas que están a casilla adyacentes, las bombas lanzadas atraviesan paredes
- Block Passer: Permite a Bomberman atravesar los bloques destruibles, haciendo más fácil el nivel.
- Minas: Permite convertir las bombas en minas y se hacen invisibles: explotan cuando hay alguien cerca de ella. Lo malo es que por la invisibilidad la explosión puede quitar a todos por igual, haciendo que el juego sea muy peligroso para cada jugador.
- Bomb Passer: Con este potenciador Bomberman puede atravesar bombas. El efecto Patada y el Guante de Boxeo no funcionan cuando se tiene Bomb Passer activo.
- Remote Bomb: Bomberman puede controlar manualmente la detonación de cualquier bomba suya utilizando el botón B.
- Super Bomb: Con este potenciador las explosiones atraviesan bloques y enemigos haciendo más fácil limpiar la zona, en algunos juegos este efecto es representado con bombas rojas y en otros con bombas negras con picos.
- Line Bomb: Bomberman lanza una línea de bombas en la dirección que esté mirando. En Super Bomberman 5, el Louie llamado Magicarooi otorga este efecto.
- Bomba de jalea: Va a cualquier dirección justo al patearla, es muy incontrolable y no es muy recomendable (aunque puede usarse muy bien estratégicamente).
- Bomba cereza: Objeto con forma de bomba roja que hace más fuerte y peligrosa la explosión de las bombas con una especie de color azul la explosión.

### Otros
- Traje de fuego: esto ayuda a Bomberman a ser invisible a todos por 10 segundos, más no esconde las bombas, y el enemigo se percata en caso de verlas.
- Corazón: Es un corazón de vida para Bomberman, que no pierde en caso de hacerse daño durante el juego, pero le quitan el corazón, y otra vez vuelve a ser susceptible a la derrota. En algunos juegos de la serie en vez de tener uno solo, incluso se puede tener varios de ellos.
- Vida extra: Si Bomberman pierde, con esto puede regresar, pero solo se tiene una cantidad limitada de vidas. Este Power Up no está disponible en modo batalla.

- Bomber Moto (ó MotoBomber): Es un vehículo que ayuda a Bomberman a saltar muros y es muy útil para escapar de explosiones. Solo aparece en Bomberman para Gameboy, que también en llamado Wario Blast en algunas regiones.
- Bomba salada: Exclusiva para Bomberman Hero, esta explota y remueve todos los enemigos inmunes al fuego de una bomba normal. También aparece en Bomberman Jetters.
- Louies: Son criaturas que aparecen aleatoriamente dentro de huevos y que otorgan habilidades al jugador. Aparecen en Bomberman 94, Super Bomberman 3, Super bomberman 5 y Bomberman Fantasy Race.

### Potenciadores negativos
Estos tipos de potenciadores aparecen en general en modo batalla:
- Calavera: Este aparece en modo multijugador. Hace a Bomberman grande y lento, pequeño y rápido, lo incendia, pero puede removerlos a todos antes de perder, lo persigue la derrota al menos que toque a alguien más y en tiempo limitado le derrota, puede originar tornados u otras cosas, hace bombas superpoderosas sin necesitar agigantarlas, etc., pero esto puede hacer que Bomberman se perjudique en vez de mejorarse ocasionalmente, casi todas las cosas mencionadas tiene tiempo limitado.
- Geta: Disminuyen la velocidad de Bomberman. Un geta es un tipo de calzado.

Hay otros objetos, pero son sólo para ciertos juegos exclusivos de esta serie.

## Lista de juegos

### Primera generación (1983-92)
- Bomberman (1983)
- Bomberman Special
- Bomberman DynaBlaster (1990
- Bomberman II (1991/92)

### Segunda generación (1990-94)
- Bomberman (TurboGrafx-16) (1990/91)
- Bomberman '93 (1992/93)
- Bomberman '94/Mega Bomberman 1993/94

### Tercera generación (1996-2001)
- Bomberman B-Daman (1996)
- Saturn Bomberman (1996/97)
- Saturn Bomberman Fight!! (1997)
- Atomic Bomberman (1997)
- Neo Bomberman (1997)
- Bomberman 64 (1997)
- Bomberman World (1998)
- Bomberman Hero (1998)
- Bomberman 64: The Second Attack (1999-2000 - solo en Japón y los Estados Unidos)
- Bomberman Party Edition (2000)
- Bomberman 64 (2001) (reedición de Bomberman 64 - solo en Japón)

### Cuarta generación (2001-09)
- Bomberman Generation (2002)
- Bomberman Jetters (videojuego) (2003)
- Bomberman Bakufuusentai Bombermen
- Bomberman (Nintendo DS) (2005)
- Bomberman: Act Zero (2006)
- Bomberman (PSP) (2006/07)
- Bomberman Live 2007
- Bomberman 2 (Nintendo DS) (2008)
- Bomberman Blast (2008)
- Bomberman Ultra (2009)
- Gachapin☆Bomberman
- Custom Battler Bomberman (2009)
- Bomberman Live: Battlefest (2010)

### Serie «Super Bomberman»
- Super Bomberman (1993)
- Super Bomberman 2 (1994-95)
- Super Bomberman 3 (1995 - solo en Japón y Europa)
- Super Bomberman 4 (1996 - solo en Japón)
- Super Bomberman 5 (1997 - solo en Japón)
- Super Bomberman R (2017)
- Super Bomberman R2 (2023)

### Serie «Online»
- Bomberman Online (2001)
- Online Bomberman (2004-05)
- Net de Bomberman
- Bomberman Online Japan (2008)

### Bomberman RPG
- Bomberman Quest (1998)
- Bomberman Tournament (2001)
- Bomberman Story DS (2007)

### Serie «Bomberman Max»
- Bomberman Max (1999-2000) (solo en Japón y los Estados Unidos)
- Bomberman Max 2 (2002-03)

### Serie «Bomberman Land»
- Bomberman Land (2002 - solo en Japón)
- Bomberman Land 2 (2003 - solo en Japón)
- Bomberman Land 3 (2005 - solo en Japón)
- Bomberman Land Touch! (2006-07)
- Bomberman Land (Wii) (2007-08)
- Bomberman Land Touch! 2 (2007-08)
- Bomberman Land (PSP) (2007-08)

### Serie «Touch»
- Bomberman Touch: The Legend of Mystic Bomb (iPhone/iPod Touch - 2008)
- Bomberman Touch 2: Volcano Party (iPhone/iPod Touch - 2009)
- Bomberman Dojo (iPhone/iPod Touch/iPad - 2011)
- VS! Bomberman (iPhone - (2016)

### Spin-offs
- Robowarrior (1988)
- Wario Blast: Featuring Bomberman! (1994)
- Bomberman: Panic Bomber (1994)
- Bomberman Wars (1998)
- Bomberman Fantasy Race (1998-1999-2000)
- Bomberman Kart (2001-03)
- Bomberman Hardball (2004-05)
- 3D Bomberman
- Bombergirl

### Compilaciones
- Bomberman Collection
- Bomberman Collection Vol.1 (2002-03)
- Bomberman Collection Vol.2 (2004)
- Hudson Best Collection

### Serie «Atomic Punk»
- Atomic Punk (1991)
- Atomic Punk (arcade)
- Atomic Punk 2

### Manga y Anime
- Bomberman (manga)
- Bomberman Jetters
- Bomberman B-Daman Bakugaiden
- Bomberman B-Daman Bakugaiden Victory

### Álbumes musicales
Bomberman ha tenido 2 álbumes musicales con la música original de juego. Estos son:
- Music from Bomberman (1990-91)
- Bomberman: The Music (2005)

## Apariciones especiales
- Bomberman es uno de los personajes principales de Dream Mix TV World Fighters, un crossover de Hudson para GameCube y PlayStation 2.
- Bomberman aparece como Trofeo ayudante en el videojuego Super Smash Bros. Ultimate.
- Bomberman aparece como Luchador Mii en el videojuego Super Smash Bros. Ultimate.